# Puck (rivista)
Puck è stata una rivista satirica statunitense.

## Storia
Puck venne fondata a Saint Louis nel 1876 da Joseph Keppler, che aveva precedentemente pubblicato dei periodici di scarso successo e lavorato a Leslie's Illustrated Weekly. Dopo aver pubblicato i primi numeri in lingua tedesca, l'alta domanda di chi la voleva in inglese portò la rivista a essere pubblicata in tale lingua a partire dal marzo del 1877 (continuerà comunque a essere pubblicata parallelamente in tedesco per una quindicina di anni).
Nel 1887 la sede di Puck venne trasferita nel Puck Building di New York.
Puck chiuse i battenti nel 1918.